# Sommer-Paralympics 2000/Basketball ID
Bei den Sommer-Paralympics 2000 in Sydney wurde in einem Wettbewerb Basketball ID Medaillen vergeben. Es handelte sich dabei um einen Wettbewerb in Basketball für Menschen mit Geistiger Behinderung (ID bedeutet in diesem Zusammenhang „intellectual disabilities“). Nachdem das gewinnende spanische Team später disqualifiziert werden musste, waren es die letzten Wettbewerbe für Menschen mit geistiger Behinderung bis zu den Sommer-Paralympics 2012 in London.

## Disqualifikation des Siegerteams
Ursprünglich ging Gold an die spanische Mannschaft, die das russische Team mit 87 zu 63 schlug. Dass es sich um einen Betrug handelte, kam heraus, als sich nach Abdruck eines Bildes der Siegesfeier in der spanischen Sportzeitung Marca Leser meldeten, die einen Teil der Spieler kannten. Zudem hatte sich der Journalist Carlos Ribagorda in das Team eingeschlichen, um den Betrug aufzudecken. Er erklärte später, dass er und andere Athleten nie hinsichtlich ihrer Behinderung untersucht worden seien. Bei den anschließenden Untersuchungen kam heraus, dass von den zwölf Spielern des spanischen Teams lediglich bei zweien eine geistige Behinderung vorlag und der Rest ohne Einschränkung an den Spielen teilgenommen hatte. Tatsächlich wurden sie sogar dazu angehalten, langsamer zu spielen, damit der Betrug nicht auffalle. Das Team wurde daraufhin disqualifiziert und musste seine Goldmedaille zurückgeben. In der weiteren Konsequenz trat Fernando Martin Vicente, der Vizepräsident des spanischen Paralympischen Komitees und Präsident des spanischen Verbandes der geistig behinderten Sportler (FEDDI) zurück. 2013 wurde er außerdem wegen Betruges zur Zahlung von 5.400 Euro verurteilt. Zudem musste er 142.355 Euro zurückzahlen, die der Verband an staatlichen Zuschüssen erhalten hatte. Ziel des Betruges sei es gewesen, höhere Zuschüsse für den Verband zu erreichen. Neben den zehn Mitgliedern des Basketballteams waren auch noch fünf weitere Sportler betroffen.
Anschließend wurden vom Internationalen Paralympischen Komitee zunächst alle Wettbewerbe für Menschen mit geistiger Behinderung gestrichen. Dies betraf alle Spiele von 2000 bis 2008 sowie eine Reihe von Meisterschaften. Der Bann wurde 2009 wieder aufgehoben. Die erste offizielle Veranstaltung waren die IPC Schwimm-Europameisterschaften im Oktober 2009 in Reykjavík.

## Turnier
Insgesamt nahmen acht Mannschaften an dem Wettbewerb teil.

### Gruppenphase
| Team      | Siege | Niederlagen | Körbe   | Punkte | vs. ESP | vs. POR | vs. BRA | vs. JPN |
| --------- | ----- | ----------- | ------- | ------ | ------- | ------- | ------- | ------- |
| Spanien   | 3     | 0           | 254:126 | 6      | –       | 73:58   | 94:48   | 87:20   |
| Portugal  | 2     | 1           | 251:146 | 5      | 58:73   | –       | 71:56   | 122:17  |
| Brasilien | 1     | 2           | 207:189 | 4      | 48:94   | 56:71   | –       | 103:24  |
| Japan     | 0     | 3           | 61:312  | 3      | 20:87   | 17:122  | 24:103  | –       |

| Team         | Siege | Niederlagen | Körbe   | Punkte | vs. RUS | vs. POL | vs. AUS | vs. GRE |
| ------------ | ----- | ----------- | ------- | ------ | ------- | ------- | ------- | ------- |
| Russland     | 2     | 1           | 239:211 | 5      | –       | 111:97  | 79:64   | 49:50   |
| Polen        | 2     | 1           | 245:214 | 5      | 97:111  | –       | 77:66   | 71:37   |
| Australien   | 1     | 2           | 220:182 | 4      | 64:79   | 66:77   | –       | 90:26   |
| Griechenland | 1     | 2           | 113:210 | 4      | 50:49   | 37:71   | 26:90   | –       |

### Finalrunde
|  | Halbfinale | Halbfinale | Halbfinale |                  |  | Finale | Finale   | Finale |
|  |            |            |            |                  |  |        |          |        |
|  |            |            |            |                  |  |        |          |        |
|  |            | Spanien    | 97         |                  |  |        |          |        |
|  |            | Polen      | 67         |                  |  |        | Spanien  | 87     |
|  |            |            |            |                  |  |        | Russland | 63     |
|  |            |            |            |                  |  |        |          |        |
|  |            |            |            | Spiel um Platz 3 |  |        |          |        |
|  |            | Russland   | 73         |                  |  |        |          |        |
|  |            | Portugal   | 45         |                  |  |        | Polen    | 65     |
|  |            |            |            |                  |  |        | Portugal | 51     |
|  |            |            |            |                  |  |        |          |        |